# 灰线圆胸蛛
灰线圆胸蛛（学名：Gongylidioides griseolineatus），舊作
格利欧皿蛛（学名：Oinia griseolineata），
为皿蛛科的动物。舊屬欧皿蛛属，今屬圆胸蛛属。

## 分佈
本物種分佈在中国大陆的甘肃及河北，還有前蘇聯的遠東地區。该物种的模式产地在甘肃。

## 外部連結
- 維基物種上的相關：灰线圆胸蛛